# 圣纳扎罗
圣纳扎罗（義大利語：San Nazzaro），是意大利贝内文托省的一个市镇。总面积2平方公里，人口899人，人口密度449.5人/平方公里（2009年）。ISTAT代码为062066。